# Bíbor tölgy
A bíbor tölgy vagy szabdaltlevelű vöröstölgy (Quercus coccinea) a bükkfavirágúak (Fagales) közé tartozó tölgy nemzetség egyik faja.

## Előfordulása
Észak-Amerika keleti része, homoktalajokon is.

## Leírása
Terebélyes, 25 m magas lombhullató fa. Kérge sötét szürkésbarna, sima, idővel repedezik.
Mélyen karéjos vagy taréjos levelei 15 cm hosszúak, 10 cm szélesek, fogazottak, fényesek. Felszínük sötétzöld, sima, fonákuk világosabb, az érzugokban szőrcsomós.
Ősszel élénkpirosra színeződnek.Virágai tavasz végén nyílnak. A porzós barkák lecsüngőek, sárgászöldek, a termősek kevéssé feltűnőek.
Termése 2,5 cm-es, feléig fényes kupacsba zárt makk.
Splendens fajtája ősszel mélyvörös színben pompázik.

## Képek

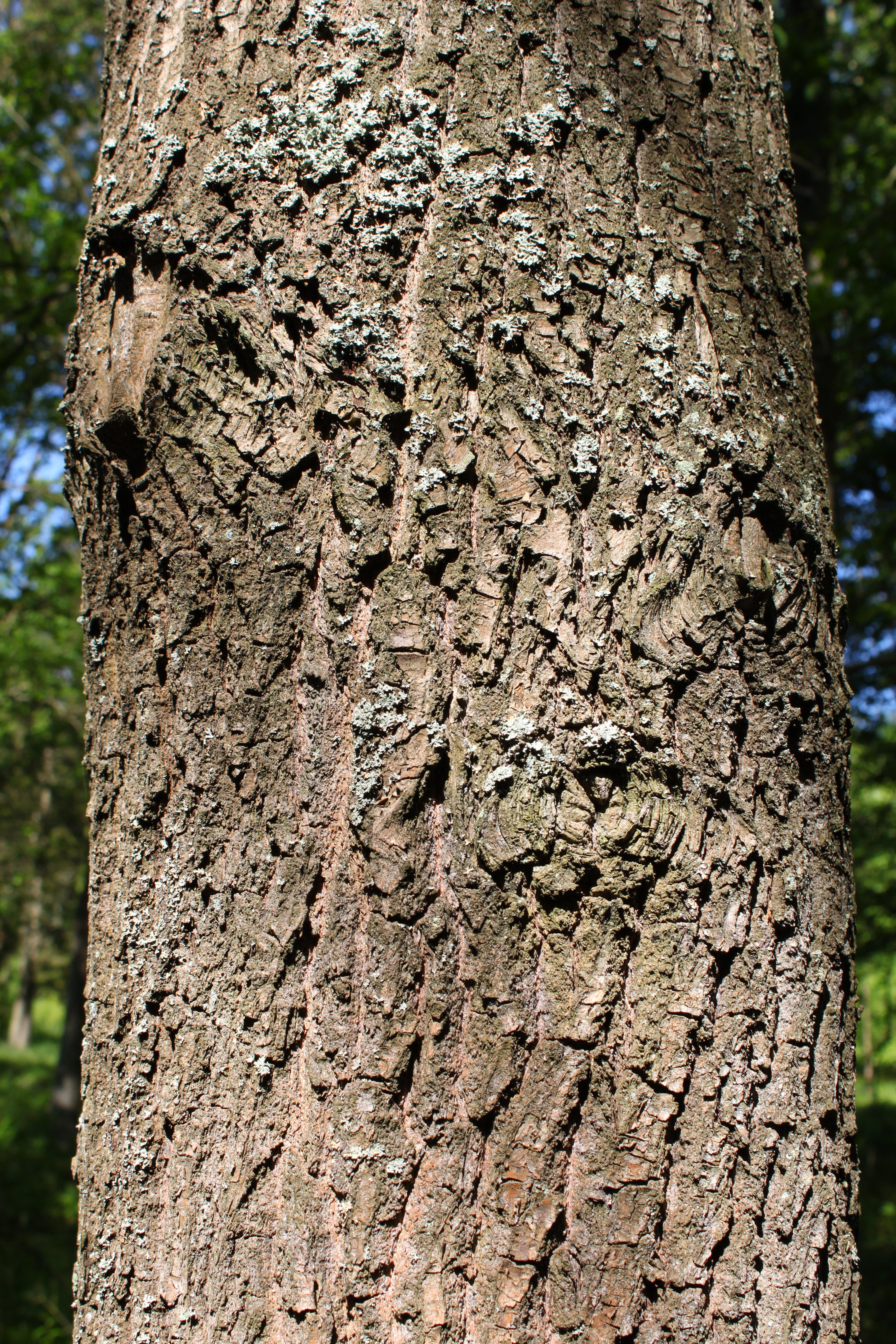
Törzse
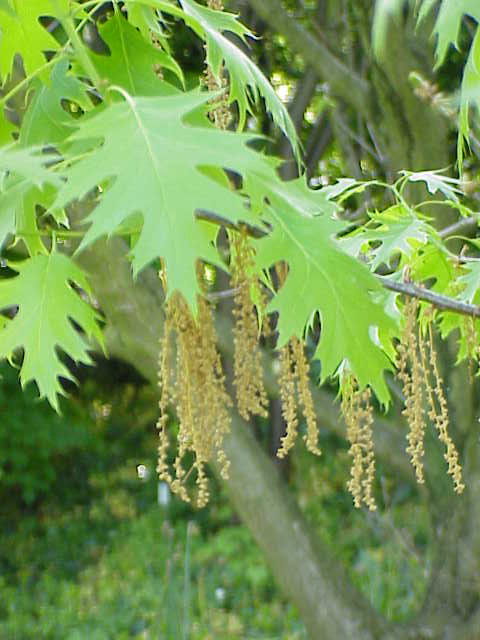
Virágai és levele
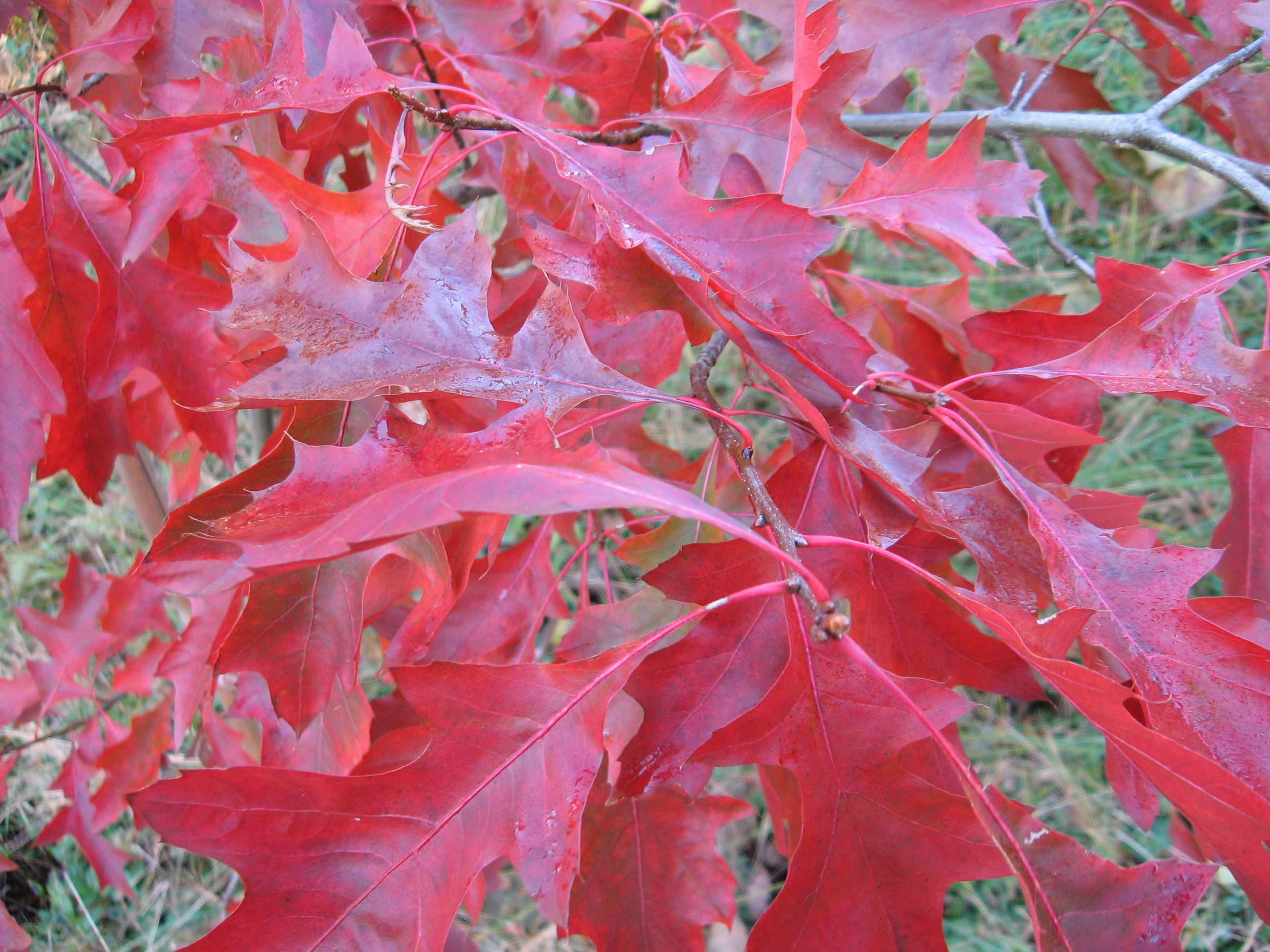
Őszi lombszín
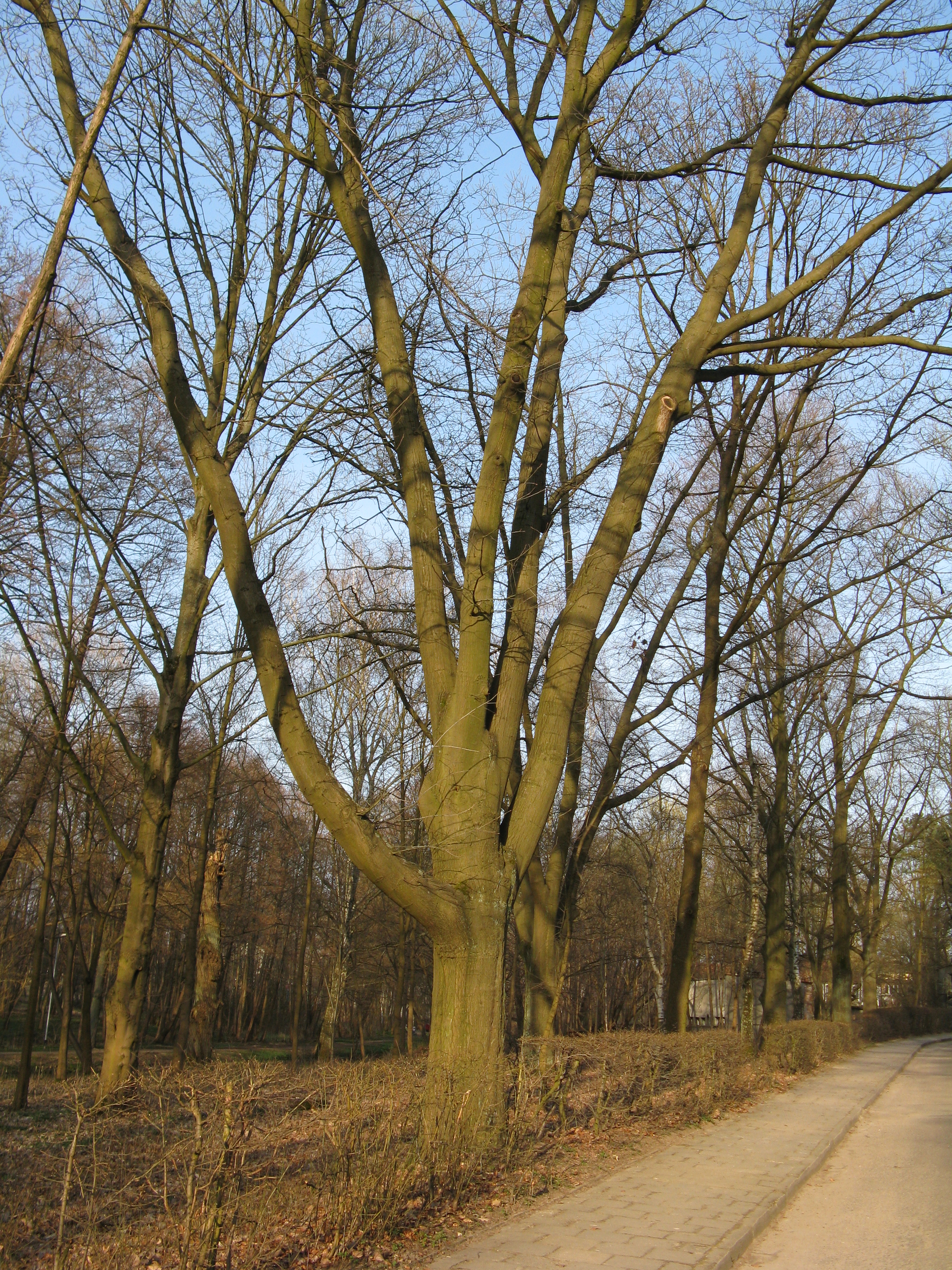
Habitusa